# Oumar Avtourkhanov
Oumar Dzhounitovitch Avtourkhanov, né le 21 janvier 1946, est un homme d'État et homme politique tchétchène et russe. 
Il dirige notamment la coalition anti-Djokhar Doudaïev en république tchétchène (1993-1995) et est l'une des figures militaro-politiques de l'opposition anti-Doudaïev. Il est major général de la police fiscale de la fédération de Russie. Après les accords de Khassaviourt, il est directeur adjoint du service fédéral de la police fiscale de la fédération de Russie (en) (1996-1999).